# مخطط رينكو

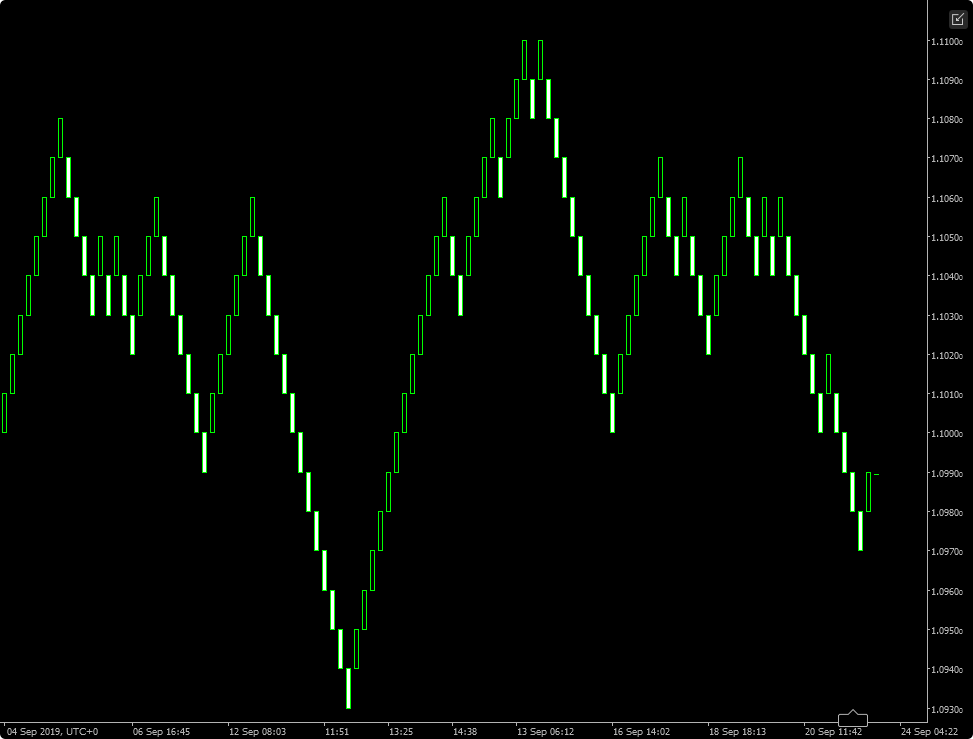
مثال على مخطط رينكو في سوق الفوركس لزوج اليورو/الدولار الأمريكي

مخطط رينكو  (اليابانية: 練行足) هو نوع من المخططات المالية ذات الأصل الياباني، يُستخدمفي التحليل الفني، ويقيس ويرسم تغيرات الأسعار. يتكون مخطط رينكو من قوالب (煉瓦)، والتي يقول مؤيدوها إنها تُظهر اتجاهات السوق بوضوح أكبر، وتزيد من نسبة الإشارة إلى الضوضاء مقارنةً بمخططات الشموع التقليدية.

## بناء
يُشبه مخطط رينكو مخطط النقطة والرقم من حيث أن الوقت لا يلعب دورًا فيه. تُرسم كتل (أو طوب) رينكو وفقًا للقواعد التالية:[1]: 
- يتم تحديد حجم الطوب، على سبيل المثال 10 نقاط. تُرسم جميع الطوبات بهذا الحجم.
- بمجرد أن يتجاوز السعر الحد السفلي أو العلوي للطوبة الحالية بحجم الطوبة، تُرسم لبنة جديدة إما أعلى أو أسفل السابقة، ولكن ليس على نفس الخط.
- تُرسم الطوبة الجديدة دائمًا إلى اليمين على المحور الأفقي.
- إذا تجاوز السعر الطوبة السابقة بأكثر من حجم واحد مُختار، يُرسم عدد الطوبات المقابلة على الرسم البياني.
- لا تُرسم الطوبات الجزئية إلا بعد أن يغطي السعر مسافة حجم الطوبة بالكامل.
- عادةً ما تستخدم مخططات رينكو أسعار الإغلاق فقط بناءً على الإطار الزمني المُختار للرسم البياني. على سبيل المثال، عند استخدام إطار زمني أسبوعي، فسيتم استخدام أسعار الإغلاق الأسبوعية لإنشاء الطوب.

على غرار مخططات كاجي، تساعد مخططات رينكو مصممي المخططات على إلغاء الضوضاء الموجودة على المخططات المستندة إلى الوقت، والتركيز على مستويات الأسعار المهمة، واكتشاف الدعم والمقاومة، وتحديد اتجاهات السوق.